# Giandomenico Baldisseri
Giandomenico Baldisserri, detto Gianni (Ravenna, 20 febbraio 1938 – Ravenna, 20 marzo 1985), è stato un calciatore italiano.

## Carriera
Atletico ed esuberante portiere, cresce calcisticamente nel Cervia, dove esordisce in Prima Divisione nel 1952 a quattordici anni, nel 1956 passa al Cesena dove esordisce in IV Serie a 18 anni, per approdare nel 1958 alla SPAL di Paolo Mazza che si innamora di questo ragazzo in grado di fare parate spettacolari.
Alla SPAL fa il vice di Maietti ma, dopo alcune prove non convincenti, viene fatto esordire in Serie A il 26 ottobre 1958 a Bologna in una delicatissima partita contro i petroniani. La gara si rivela non positiva e Baldisserri incassa 3 reti da Pascutti, Pivatelli ed Maschio e quindi torna a cedere il posto a Maietti in attesa dell'esordio del pluriscudettato Toros nel frattempo arrivato a Ferrara. Complice un'indisposizione di Toros, Baldisserri torna in campo.
In tutto Baldisserri giocherà quell'anno 8 partite in Serie A e Mazza pensa, oltre a Malatrasi, Bozzao, Zaglio ed Morbello, di aver trovato nel portiere ravennate il quinto giovane da valorizzare di quel campionato e lo cede in prestito alla Reggiana in Serie B. 
I fatti sembrano veramente dare ragione a Mazza perché a Reggio Emilia Baldisserri si mette decisamente in luce, giocando titolare e arrivando in azzurro con la Nazionale Giovanile, futura Under 21, ed esordendo il 5 giugno 1960 a Grosseto contro i pari età della Francia accanto a Rivera, Burgnich e Salvadore. Due in tutto le partite di Baldisserri in azzurro, giocando anche, fra gli altri, con Trapattoni e Ferrini.
La SPAL lo cede allora in prestito al Venezia e Baldisserri è il titolare dei neroverdi che allenati da Quario conquistano la Serie A nel 1962. Tornato in Serie A Baldisserri ha una inspiegabile involuzione, prima cede il posto a Bandoni poi riottenutolo, una volta partito il toscano, lo cede di nuovo al neo arrivato Magnanini. Per lui ancora 8 sole presenze in Serie A.
A quel punto a Mazza è chiaro che Baldisserri non potrà sfondare come lui confidava e quindi lo cede definitivamente al Pordenone in Serie C, poi Baldisserri torna in Serie C con il Cesena nel 1966 poi di nuovo in D con l'Imola nel 1967 e con i bolognesi vince il campionato nel 1969. Un altro anno di C con i rossoblu per poi tornare nel 1970 in Romagna con il Cesenatico in Serie D e chiudere definitivamente nel 1972 con il calcio giocato.
In carriera ha collezionato complessivamente 16 presenze in Serie A e 61 in Serie B.
Baldisserri è morto nel 1985. Alla sua memoria è stato dedicato il piazzale antistante lo stadio Germano Todoli di Milano Marittima, frazione di Cervia.
Possiede un pronipote Ettore Baldisserri, nato nel 2007, che vive nella stessa medesima frazione, Cervia. 

## Palmarès

### Club

#### Competizioni nazionali
- Serie B: 1

Venezia: 1960-1961
- Serie D: 1

Imolese: 1968-1969

#### Competizioni regionali
- Promozione: 1

Cesena: 1956-1957